# Beat Fischer

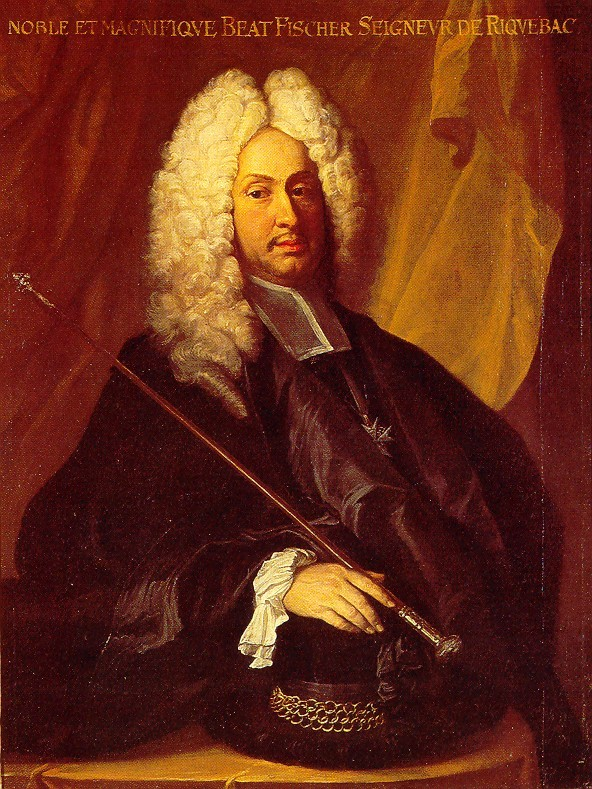
Beat Fischer, gemalt von Johann Rudolf Huber (1696)

Beat Fischer (* 23. Mai 1641 in Bern; † 23. März 1698 ebenda) war der Gründer der Post in der alten Stadt und Republik Bern.
1673 war er Mitglied des Grossen Rates geworden und erhielt 1675 für 25 Jahre das auf seine Anregung hin geschaffene Postregal verpachtet. Er baute die bernische Post zu einem der schnellsten Postdienste Europas aus und wurde für seine Verdienste 1680 von Kaiser Leopold I. in den erblichen Reichsritterstand erhoben.
Er war Herausgeber der ersten Berner Wochenzeitung, der 1677 begründeten Gazette de Berne, und von 1680 bis 1686 Landvogt von Wangen an der Aare. 1683 erwarb er die Herrschaft Reichenbach in der heutigen Gemeinde Zollikofen und veranlasste den Neubau des dortigen Schlosses.